# Aire urbaine de Sens
L'aire urbaine de Sens est une aire urbaine française centrée sur l'unité urbaine de Sens. Composée de 46 communes, elle comptait 62 417 habitants en 2013.

## Caractéristiques en 1999
D'après la définition qu'en donne l'INSEE, l'aire urbaine de Sens est composée de 40 communes, situées dans l'Yonne. Ses 56 660 habitants font d'elle la 129e aire urbaine de France.
6 communes de l'aire urbaine sont des pôles urbains.
Le tableau suivant détaille la répartition de l'aire urbaine sur le département (les pourcentages s'entendent en proportion du département) :
| Département | Communes | Communes (%) | Superficie (km²) | Superficie (%) | Population (1999) | Population (%) |
| ----------- | -------- | ------------ | ---------------- | -------------- | ----------------- | -------------- |
| Yonne       | 40       | 8,8          | 495,12           | 6,7            | 56 660            | 17,0           |